# 朱塞佩·焦阿基諾·貝利
朱塞佩·焦阿基諾·貝利（Giuseppe Gioachino Belli，1791年9月7日—1863年12月21日）是義大利詩人，他的十四行詩以羅馬方言著名。